# 제40회 인도 국제 영화제

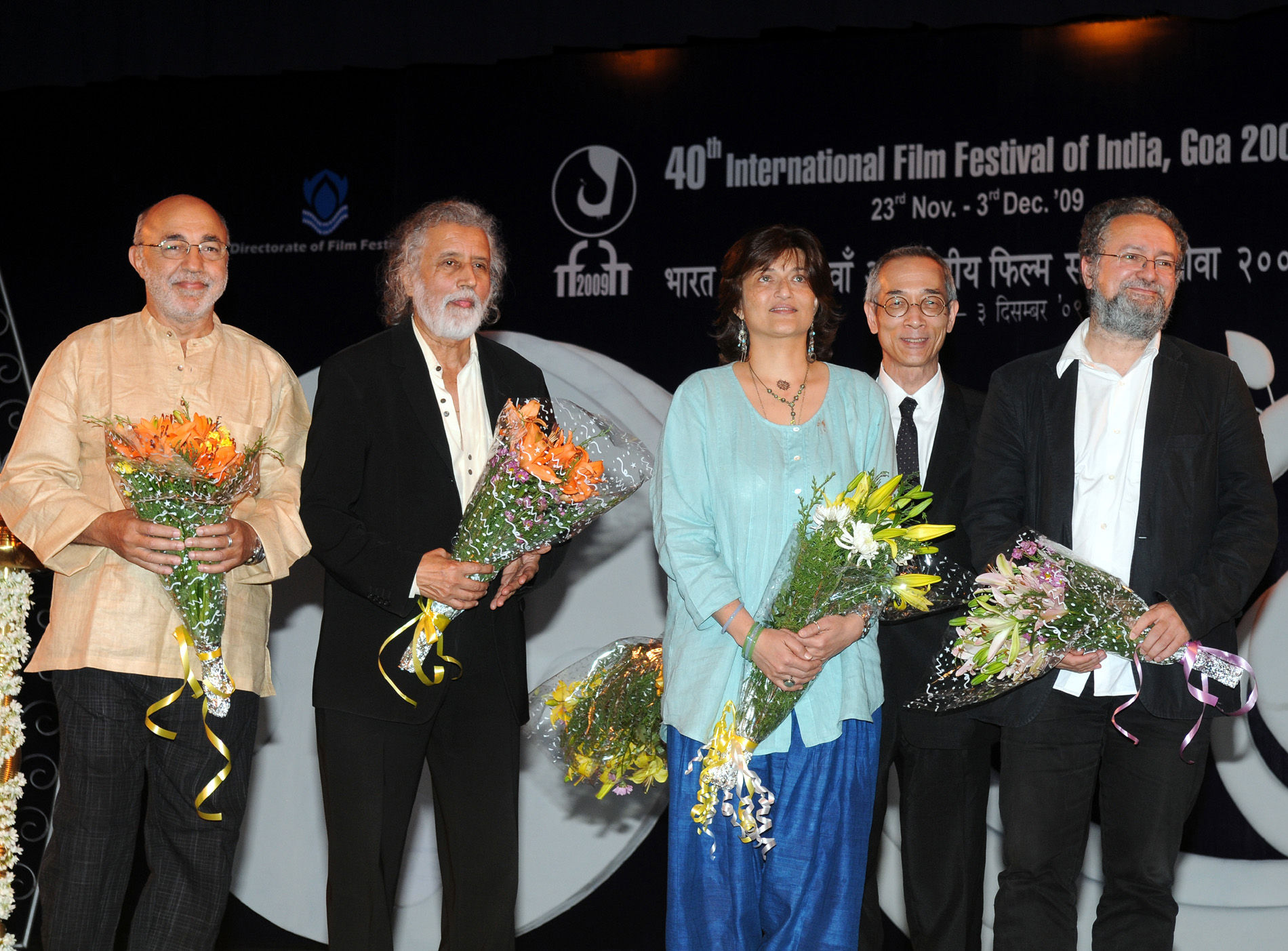
영화제 심사위원단.

제40회 인도 국제 영화제는 2009년 11월 23일에 열린 시상식이다. 2009년 11월 23일부터 12월 3일까지 고아주에서 개최되었다. 베테랑 배우 와히다 레흐만과 마무티가 이번 회차의 주요 손님이었다.

## 수상 및 후보

### 실버 피콕상
- 제방의 저편 - 게오르게 오바슈빌리 수상